# Папа Гргур X
Папа Гргур X (лат. Gregorius X; Пјаченца 13. век - Арецо, 10. јануар 1276) је био 184. папа од 8. септембра 1271. до 10. јануара 1276.